# Pavel Řehák
Pavel Řehák (Praga, 7 ottobre 1963) è un allenatore di calcio ed ex calciatore ceco, di ruolo attaccante.

## Palmarès

### Giocatore

#### Competizioni internazionali
- Coppa Piano Karl Rappan: 3

Slavia Praga: 1986, 1992, 1993